# Campionati italiani estivi di nuoto 1902
I IV Campionati italiani di nuoto si sono svolti ad Arona il 17 agosto 1902. Come nelle edizioni precedenti è stata disputata una sola gara, quella del Miglio marino che si è svolta in condizioni di gara difficili, con vento e onde che hanno rallentato i nuotatori facendoli giungere al termine dei 1852 metri con i tempi indicati nella tabella.

## Podi
| Evento | Oro             | Tempo  | Argento             | Tempo  | Bronzo            | Tempo  |
|        |                 |        |                     |        |                   |        |
| miglio | Mario Albertini | 44'33" | Nicola Lagomaggiore | 46'50" | Vittorio Semorile | 48'01" |